# Снегирёво (Тверская область)
Снегирёво — деревня в Торжокском районе Тверской области. Входит в состав Сукромленского сельского поселения.

## История
На карте Мёнде Тверской губернии деревня Снигирева Сукромлинской волости Новоторжского уезда имеет 3 двора.
В 1940 году деревня входила в Васильцевский сельсовет Высоковского района Калининской области.
До 2006 года деревня входила в Альфимовский сельский округ.

## Население
На 2008 год деревня не имела постоянного населения.
| 2010 |
| ---- |
| 0    |